# ای.دی. ویژن
ای. دی. ویژن (انگلیسی: A.D. Vision) شرکت رسانه‌ای آمریکایی است، که در سال ۱۹۹۲ تأسیس شد.